# Klaus Dietrich von Sperreuth
Klaus Dietrich von Sperreuth var en svensk officer som är mest känd för belägringen av den tyska byn Dinkelsbühl 1632 under trettioåriga kriget, då han var överste. Han dog 1653.